# ويليام باسكوم
ويليام باسكوم (بالإنجليزية: William Bascom)‏ هو عالم إنسان أمريكي، ولد في 23 مايو 1912 في برينستون في الولايات المتحدة، وتوفي في 11 سبتمبر 1981.

## وصلات خارجية
- ويليام باسكوم على موقع الموسوعة البريطانية (الإنجليزية)